# Luodu
Luodu (kinesiska: 罗渡苗族乡, 罗渡) är en socken i Kina. Den ligger i provinsen Sichuan, i den sydvästra delen av landet, omkring 290 kilometer söder om provinshuvudstaden Chengdu. Antalet invånare är 11 950. Befolkningen består av 5 654 kvinnor och 6 296 män. Barn under 15 år utgör 23,0 %, vuxna 15-64 år 65 %, och äldre över 65 år 11,0 %.
Genomsnittlig årsnederbörd är 1 362 millimeter. Den regnigaste månaden är augusti, med i genomsnitt 270 mm nederbörd, och den torraste är december, med 21 mm nederbörd.